# 懐遠門駅
懐遠門駅（かいえんもん-えき）は中華人民共和国遼寧省瀋陽市瀋河区に位置する瀋陽地下鉄1号線の駅である。

## 駅構造
島式ホーム1面2線の地下駅で、ホームドア設置駅。出口はA・B・Cの3箇所ある。
のりば
駅北側から、
| ■1号線 | 青年大街・瀋陽駅・十三号街方面 |
| ■1号線 | 黎明広場方面                   |

## 駅周辺
- 懐遠門
- 添一縁鞋吧
- 家電市場
- 大西電子市場
- 同徳化工
- 舒凰家居
- 玫瑰大酒店
- 樽宝
- 欧業特楼梯
- 肖韓快客超市

## 歴史
- 2010年9月27日 - 開業。

## 隣の駅
瀋陽地下鉄
■1号線
青年大街駅 - 懐遠門駅 - 中街駅